# Gräberfeld Auf dem Exer

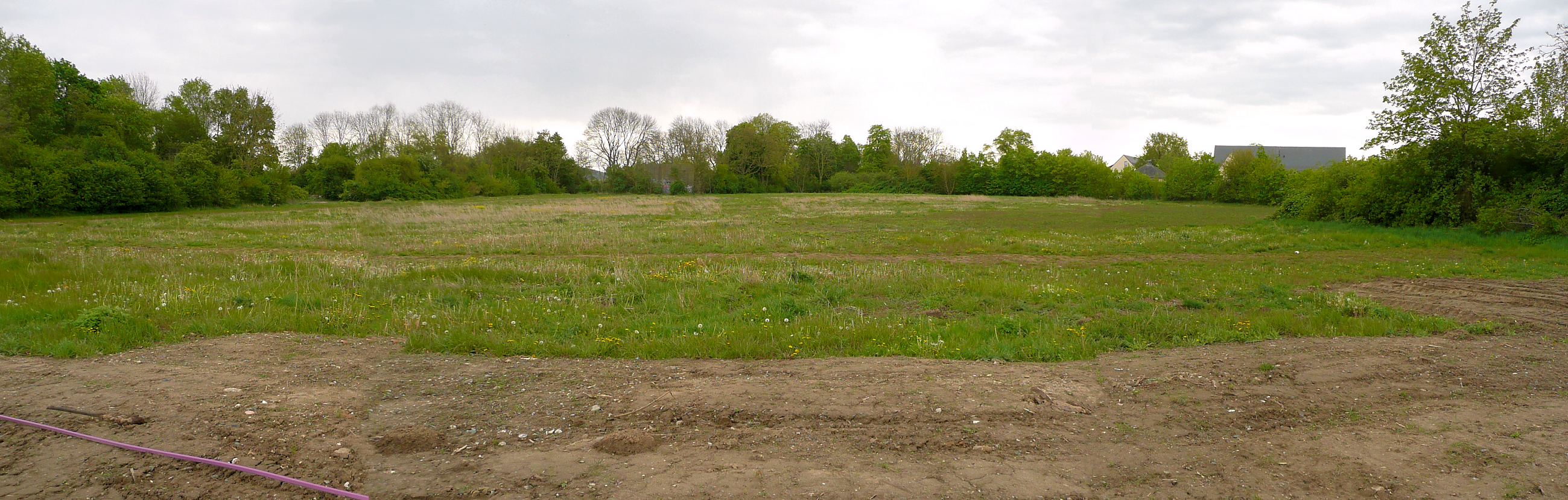
Das Gelände des Gräberfeldes nach der Ausgrabung, 2024

Das Gräberfeld Auf dem Exer ist ein frühmittelalterlicher Friedhof mit Bestattungen aus dem 7. bis 9. Jahrhundert in Wolfenbüttel in Niedersachsen.

## Fundort und erste Funde
Das Gräberfeld befindet sich am Stadtrand von Wolfenbüttel rund drei Kilometer nordöstlich des Stadtzentrums. Es liegt östlich des Waldgebietes Lechlumer Holz auf etwa 125 m ü. NHN. Das Gelände heißt „Am Exer“, wobei die Bezeichnung auf die Nutzung als Exerzierplatz durch die frühere Wolfenbütteler Garnison verweist. In dem Bereich wurde in der Zeit des Nationalsozialismus die Kaserne Am Exer errichtet. Bei Bauarbeiten traten 1936 im nördlichen Kasernenbereich alte Bestattungen zutage. Der Braunschweiger Museumskonservator Otto Krone fand acht Skelette und bezeichnete die Fundstelle als Reihengräberfeld der Karolingerzeit. Die Bestatteten waren nach christlichem Bestattungsritus in Rückenlage mit dem Kopf im Westen und den Füßen im Osten beigesetzt worden. Grabbeigaben waren bei vier Männergräbern je ein Messer und bei einer Frauenbestattung farbige Glasperlen. Außerdem waren zwei Bestattete mit Schnallen aus Eisen ausgestattet. Otto Krone datierte die Fundstücke in das 8. Jahrhundert. Sie wurden in Braunschweig verwahrt und gingen bei einem alliierten Bombenangriff auf die Stadt während des Zweiten Weltkriegs verloren. Die Grabungsunterlagen sind jedoch erhalten geblieben.
Nach dem Krieg nutzte die Britische Rheinarmee das Kasernengelände und räumte es 1992 nach der Deutschen Wiedervereinigung. Im Anschluss kam das 18 Hektar große Kasernenareal durch eine Konversion in zivile Nutzung und ist seit 1993 hauptsächlich Campus der Ostfalia Hochschule für angewandte Wissenschaften.

## Neuere Funde
Im Vorfeld von Baumaßnahmen am früheren Kasernengelände kam es 2023 zu archäologischen Prospektionen, da der Bereich seit 1936 als Fundstelle bekannt war. Sie führten zur Entdeckung von weiteren Gräbern. Bei einer mehrmonatigen Ausgrabung durch das Niedersächsische Landesamt für Denkmalpflege wurden 82 Körpergräber freigelegt. Sie lagen in kleinen Gruppen, die die Archäologen als Familienverbände werteten. Die Gräber wiesen einen vorchristlichen heidnischen wie auch einen christlichen Bestattungsbrauch auf und lagen gemischt beieinander. Etwa ein Viertel der Bestattungen hatte eine Nord-Süd-Ausrichtung, was auf einen vorchristlichen Ritus hinweist. Darunter sind drei Kammergräber aus je vier Holzpfosten und einer Schalung aus Holzbohlen. Ein hoher Anteil von Bestattungen hatte Grabbeigaben, was darauf deutet, dass es sich bei den Verstorbenen um wohlhabende Menschen handelte. Grabbeigaben waren bei Männern Messer aus Eisen sowie bei Frauen Fibeln aus Bronze, Nadelbüchsen, Perlenketten und Metallringe. Eine Frau war mit ihrer Kleidung und einer Halskette mit Pailletten aus Perlmutt bestattet. Bei ihr wurde eine außergewöhnliche Fibel gefunden, die mit Glasperlen besetzt ist. Bei einer Kinderbestattung lag ein Kreuz aus Bronze im Rachenraum. Ein Teil der Gräber war durch Ackerbearbeitung und frühen Grabraub gestört. Die Archäologen vermuten, dass die Bestatteten in einer Siedlung lebten, die bei der Ausgrabung angeschnitten wurde.

### Untersuchungen
Die 2023 geborgenen Fundstücke werden in der Restaurierungswerkstatt des Niedersächsischen Landesamtes für Denkmalpflege restauriert. Das gut erhaltene Knochenmaterial wird interdisziplinär analysiert, unter anderem durch anthropologische Untersuchungen. Mit ihnen können Informationen über das Geschlecht, das Alter, den Ernährungs- sowie Gesundheitszustand und die Todesursache der Individuen erlangt werden. Am Zahnmaterial sind Strontiumisotopenanalysen vorgesehen, um die Herkunft und den Lebensweg der Bestatteten zu rekonstruieren. Anhand von DNA-Analysen sollen mögliche Verwandtschaftsverhältnisse unter den Toten geklärt werden. Mit ersten Untersuchungsergebnissen rechnen die Forscher ab dem Jahr 2026.
Außerdem ist ein Abgleich der Funde mit denen der frühmittelalterlichen Gräberfelder von Werlaburgdorf und Gevensleben sowie dem in Remlingen geplant.

## Bewertung
Laut dem Braunschweiger Bezirksarchäologen des Niedersächsischen Landesamtes für Denkmalpflege Michael Geschwinde, der die Ausgrabung von 2023 leitete, ändert die gemischte Anordnung der Gräber nach altem und neuen Bestattungsritus den Blick auf die Christianisierung im frühen Mittelalter. Diese Phase wurde  durch die Ausgrabung erstmals in der Region Braunschweig untersucht. Laut Geschwinde müsse man sich den Übergang zum Christentum im Braunschweiger Land anders als bislang vorstellen. Es sei kein harter Schnitt mit der fränkischen Eroberung um 780 in den Sachsenkriegen Karls des Großen gewesen, sondern eher ein fließender Übergang.